# Massacre do Cuangar
O massacre de Cuangar ou batalha de Cuangar foi um confronto travado na manhã de 31 de Outubro de 1914 entre forças portuguesas e alemãs no forte de Cuangar, localizado na actual cidade e município de Cuangar, na província do Cuando-Cubango, em Angola.

## História
Constituída para servir como guarnição militar pelas forças portuguesas no início do século XX, o forte de Cuangar era a sede da Capitania-Mor do Cuamato.
No contexto da Primeira Guerra Mundial, o forte foi atacado por uma força do Império Alemão, durante a Campanha de Cubango-Cunene, parte da Campanha do Sudoeste da África, com metralhadoras pesadas, derrotando a guarnição, no que é conhecido como o "massacre de Cuangar".
O ataque ocorreu na manhã de 31 de outubro de 1914, por uma força de 20 a 30 homens, sob o comando do capitão Wilhelm Lehmann da cavalaria de reserva, comandante militar de Grootfontein, assistida por um grupo de 10 voluntários alemães vindos de Nkurenkuru, homens da polícia nativa e numerosos guerreiros do soba Ananga.
O ataque surpreendeu a guarnição portuguesa, matou dois oficiais (um deles do Capitão-mor do Baixo Cubango, tenente Joaquim Ferreira Durão), um sargento, cinco soldados europeus, alguns nativos e o comerciante Machado Nogueira. O resto da guarnição dispersou-se pela mata até chegar, em poucos dias, ao posto de Caiundo.
Após realizar o saque e pôr fogo em Cuangar, as forças alemãs atacaram as pequenas guarnições portuguesas de Bunja e Sambio, chegando a Dióico.